# Schoolboy Q
Quincy Matthew Hanley (narozený 26. října 1986 Wiesbaden) spíše známý pod pseudonymem Schoolboy Q (často stylizováno ScHoolboy Q) je americký rapper ze South Central Los Angeles, Kalifornie. Upsaný Top Dawg Entertainment and Interscope Records, Hanley je členem hip hopové skupiny Black Hippy, společně s rappery Ab-Soul, Jay Rock a Kendrick Lamar.
Po dvou mixtapech vydal 11. ledna 2011 své první nezávislé album Setbacks. A po roce vydává své druhé album Habits & Contradictions. Jeho první studiové album s názvem Oxymoron vyšlo v roce 2014.

## Dětství
Quincy Matthew Hanley se narodil 26. října 1986 na vojenské základně ve Wiesbaden v Německu. Jeho rodiče se rozvedli ještě předtím než se narodil a jeho matka mu dala příjmení, které nepatří ani jednomu z rodičů a náhodně jej vybrala. Jeho otec zůstal v armádě, zatímco jeho matka z armády odešla a na pár let se přestěhovala s Hanleyem do Texasu, později se přesunuli do Kalifornie. Vyrůstal v Los Angeles v Kalifornii na 51st Street sousedící s ulicemi Figueroa a Hoover Street. Navštěvoval John Muir Middle School. Quincy tvrdí, že od svých 6 až do 21 hrál americký fotbal. Hrál jako "receiver", "cornerback" a "tailback".
Vyrůstání v Hoover Street ho hodně ovlivnilo a již v brzkém věku se stal členem pouličního gangu, který se jmenoval 52 Hoover Gangster Crips. "Byl jsem členem gangu už ve svých 12 letech. Byl jsem Hoover Crip. Mí kámoši byli členy, tak jsem chtěl být taky. Nedokážu to moc popsat. Nikdy jsem se nedostal do potyčky s ostatními gangy nebo něco takového. Prostě jsem jenom následoval našeho leadera." Ještě předtím než našel zalíbení v hudbě byl Hanley drogovým dealerem, který prodával Oxycontin a na krátkou chvíli také i crack a nebo marihuanu. V roce 2007 byl zatčen a Hanley se k tomu nechtěl vyjadřovat, proto byl důvod jeho zatčení dlouhou dobu neznámý. Byl odsouzen k 6 měsícům, polovinu trestu si ale odseděl ve formě domácího vězení. Na internetové stránce reddit se později přiznal, že ho zatkli za vykrádání domu, do detailů však nezašel. 

## Diskografie
- Setbacks (2011)
- Habits & Contradictions (2012)
- Oxymoron (2014)
- Blank Face LP (2016)
- CrasH Talk (2019)
- Blue Lips (2024)